# 幕末尽忠報国烈士伝 -MIBURO-
『幕末尽忠報国烈士伝MIBURO』（ばくまつじんちゅうほうこくれっしでんみぶろ）は、inre（インレ）より2017年12月22日に発売されたアダルトゲーム。
幕末を舞台に新撰組を主題として描かれた作品であり、近藤勇や土方歳三を始めとして登場人物たちのほとんどが女性化されている。久坂玄瑞や勝海舟、清川八郎、田中新兵衛、佐々木愛次郎、佐伯又三郎など女性化していない登場人物もいる。

## ストーリー
幕末期、幕府大老の井伊直弼がアメリカ合衆国と日米修好通商条約を結んだことや安政の大獄により桜田門外の変が勃発。京には尊王攘夷を目論む志士たちや不逞浪士が殺到、治安は悪化した。幕府は治安維持を目的に京都所司代の上役として京都守護職を設置。京に上洛した薩摩藩の要求により将軍徳川家茂が上洛することになるが、京の治安を不安視した一橋慶喜侯および松平春嶽は守護職を会津藩の松平容保に依頼。容保は文久2年(1862年)に守護職に就任する。
文久3年(1863年)、密かに倒幕を目指す庄内藩出身の志士・清河八郎は江戸近辺の剣術道場や罪人から剣客を集めて「浪士組」を結成し、将軍警護を名目に上洛するが、京で尊王攘夷派に寝返ることを明かして江戸に戻ると述べる。これに反対して京に残ったのが芹沢鴨の一派と試衛館・近藤勇の一派である。浪士組の一員であり近藤とは知己であった佐々木只三郎は芹沢および近藤の一派を京都守護職である松平容保の支配下に置くことを計らい、以降京の浪士組は会津藩お預かりとなる。芹沢および近藤は屯所を壬生村に設置して「壬生浪士組」を名乗り、京の治安維持活動に乗り出す。
徳山藩を脱藩し、妹の鞘と共に京にやって来た見田健は、危うく不逞浪士に殺されかけるが、市中警備をしていた壬生浪士組の近藤勇、土方歳三、沖田総司、斎藤一に救われる。命からがら浪士の一人を殺害した健を見込んだ土方が彼を屯所に連れて行くところから物語は始まる。

## 登場人物
新撰組
見田健
声 - なし
主人公。「玉の力」という敵の弱点を見抜く能力を持つ。長州藩の支藩である周防国徳山藩の下級武士の家に生まれる。姉とその夫である義兄、妹の鞘と共に暮らしていたが、藩内の政争により義兄が謀殺され、お家は断絶となり姉を残して京に脱藩。京の長屋で生活していたが不逞浪士に襲われて鞘が手籠めにされかけてしまう。この火急の事態に刀を抜くと、玉の力により敵の首元に光の玉が浮かび上がるのを目撃し、そこを斬ることで浪士の一人を殺害する。しかし多勢に無勢か、集団で殺されかけたところに市中の巡回をしていた新撰組の近藤勇、土方歳三、沖田総司、斎藤一に救われる。屯所に連れて行かた後、近藤たちから入隊を勧められて見習いということで壬生浪士組に参加する。
たびたび行動を警告するような差出人不明の謎の文を受け取る。隊士たちから稽古を受け、藤堂平助との試合などを経て正式な隊士として認められるが、八月十八日の政変の後、壬生浪士組が新撰組と改められた直後に試衛館一派による芹沢鴨暗殺に遭遇してしまう。斬り合いに巻き込まれ血の海に横たわる鞘の姿を目撃し、我を失って芹沢を殺害。自身も負傷して意識を失うが、目覚めてからは鞘に関する記憶を一切失ってしまう。同時に冷徹に隊士の粛清などを行う人斬りとしての一面も垣間見せるようになる。
隊長格にも引けを取らぬ腕前に成長した後は副長付きの遊撃隊士として土方の側近となる。
近藤勇
声 - 一色ヒカル
局長。武州多摩出身。試衛館時代のメンバーおよび健などの親しい者からの愛称は「イサリン」。お嬢様言葉で喋り、武士道を重んじる。後に新撰組の後ろ盾となる会津中将こと松平容保を深く敬愛する。
百姓の生まれだが近藤周助の養子になり天然理心流四代目宗家を継ぐ。若先生として多摩の門弟たちに稽古を付けていた際に土方歳三と出会い、終生の友となる。試衛館にて同門として土方、沖田総司、井上源三郎、山南敬助、食客として永倉新八、原田左之助、斎藤一、藤堂平助らと過ごしていた。ある時幕府講武所の教授方に抜擢されるが、百姓の出身であることが露見して取り止めとなる。この一件から近藤と、とりわけ土方は武士として大成することに強い野心を抱く。
清川八郎が浪士組の隊士を募った際には山南からの紹介でこれに参加。試衛館の門人や食客たちと共に京に上洛する。清川が倒幕の先鋒として浪士たちを江戸に戻そうとした際には芹沢と共に京に残ることを選び、講武所の件から旧知であった佐々木只三郎の紹介で会津藩お預かりの身となる。
八月十八日の政変での功績が認められ、松平容保から新撰組の名を拝命する。その後も池田屋事件、禁門の変などと活躍。長州への征伐では広島で動向を探るなど多数の功を認められ、会津藩お預かりから幕臣に取り立てられる。
気を吐いていた新撰組だが、第二次長州征討での小倉の戦いでは大石内蔵助に敗北を喫する(「ChuSinGura46+1 -忠臣蔵46＋1- 武士の鼓動(A samurai's beat)」を参照)。また、伊東甲子太郎が御陵衛士として隊から分裂し、一連の騒動で藤堂を失うなど、新撰組の勢いは翳り始める。
大政奉還後の情勢不安の中で御陵衛士残党に狙撃され肩を負傷。大阪で沖田と共に療養することになる。鳥羽・伏見の戦いで旧幕府側は敗退。土方が指揮していた新撰組も大阪城に退転し、榎本武揚の軍艦で江戸に向かう。江戸では勝から甲州城を褒美に甲陽鎮撫隊として甲州勝沼の戦いに参加するが、新政府軍に敗れる。同時期、永倉たちを家臣として召し抱えるという近藤の言に反発し、永倉と原田が新撰組から離脱。
五兵衛新田に滞在した新撰組はそこで隊士を集めて調練を行う。途中有馬藤太の取り調べを受け、下総国流山に移動するが、直後に新政府軍に包囲され近藤が投降。土方らは脱出するものの、板橋で取り調べを受けた近藤は斬首される。
個別ルートでは流山で新政府軍に包囲された際、そこにかつて健が命を救った酒井兵庫が現れる。酒井は風貌が近藤に瓜二つであり、影武者として自らが身代わりになる。近藤の代わりに酒井が板橋で処刑され、近藤は健と共に江戸に潜伏することになる。明治に入り、函館で戦う土方が再び新撰組の居場所を作ってくれることを信じて待つが、函館政府が投降して土方が討ち死にしたことを知ると塞ぎ込む。函館戦争で新政府軍を指揮していた黒田清隆への復讐を目論むも、有馬藤太に諭されて失敗。死を望むようになるが、かつて敬愛した容保から正式に新撰組局長の任を解かれて健と共に生きることを決める。
土方歳三
声 - 和水きなこ
副長。武州多摩出身。親しい者たちからは「ひじりん」と呼ばれ、近藤からは親しみを込めて「歳さん」と呼ばれる。実家は豪農であり、石田散薬という薬を売り歩いて稼いだ。近隣の剣術道場を道場破りするなどの暴れん坊で、「バラガキ」と呼ばれ素行が荒かったが、近藤と出会った事で彼女に心酔。剣術の稽古を積むことになる。
近藤を侍大将にすることを目標にし、京に上洛後もその目的のために邁進する。浪士組では厳しい局中法度を制定して隊士たちを引き締めた。健が殺されかけながらも不逞浪士を斬っていることに着目し、屯所に連れて行って入隊の切っ掛けを作る。見習い中の健が平野国臣を追跡するなど勝手な行動を取った際には厳しく叱責して隊から追い出そうとするが、平助との試合で実力を示してからはとりわけ目をかけるようになる。
禁門の変の後で入隊した伊東甲子太郎を訝しみ、山南にその動向を探らせて隊を二つに割ろうとする目論みを崩そうとするが、結果的に山南の死を招いてしまう。また、長州征伐の小倉口の戦いでは堀部安兵衛に敗れる(「ChuSinGura46+1 -忠臣蔵46＋1- 武士の鼓動(A samurai's beat)」を参照)。
坂本龍馬や勝海舟の徳川家蝦夷移住計画に乗れば近藤が城持ち大名になれると踏み、密かに協力する。
大政奉還後は御陵衛士残党による襲撃で負傷した近藤に代わり、鳥羽・伏見の戦いで局長を代理して戦うが敗退。近藤と沖田が療養する大阪城に退転して榎本武揚の軍艦で江戸に向かう。甲州勝沼の戦いで敗北を喫した後に五兵衛新田、流山へと移転。流山で新政府軍の有馬藤太に包囲され、近藤を失う。
個別ルートでは旧幕府軍の大鳥圭介と合流し、宇都宮城の戦いで有馬藤太と対決。有馬に手傷を負わせるが自身も負傷。そのまま会津戦争へと参戦するも、会津は同盟諸藩に裏切られるなど形勢は不利のまま推移する。土方は仙台藩へ援軍を要請しに向かい、そこで旧幕府海軍指揮官の榎本武揚と出会う。仙台は新政府に恭順したために榎本、大鳥らと新たな政権を作るために蝦夷へ向かう。
蝦夷にて、旧幕府軍は五稜郭と松前城を落とし、函館政府を樹立させる。しかし松前藩攻略の際、榎本率いる海軍の主力艦・開陽丸が沈没。当初海軍力で優っていた函館政府は制海権を失うという痛手を負う。さらに新政府がアメリカ建造の装甲艦・甲鉄を入手したことで戦力差を付けられてしまう。土方は雪解けと共に蝦夷攻略に乗り出した新政府軍の猛攻を退けるが、味方の大鳥たちに足を引っ張られる形で防衛は失敗。ついに新政府軍が五稜郭に迫った際、健に多摩にいる家族の元に向かうよう命令する。陸軍奉行並の役職を辞して単身で新政府軍に討ち入り、今は亡き新撰組隊士のことを思いながら死ぬ。
沖田総司
声 - 北都南
一番隊隊長。白河藩の禄が高くない足軽の家に生まれ、また長女でなかったために口減しとして試衛館に預けられる。若くして塾頭を務めるなど試衛館でも随一の剣客である。斎藤一とは親しく、「一ちゃん」と呼ぶ。
池田屋事件で不破数右衛門に手傷を負わせるが、戦いの途中で喀血。後に労咳であることが判明する。山南敬助が脱走した際には追跡し、介錯も務める。長州征伐の小倉口の戦いでは不破数右衛門と再戦し敗北する(「ChuSinGura46+1 -忠臣蔵46＋1- 武士の鼓動(A samurai's beat)」を参照)。
次第に労咳による療養で隊の役目から外れるようになる。大政奉還後の動乱でも大阪城で療養し、鳥羽・伏見の戦いには不参加。江戸では甲陽鎮撫隊に参加し、死に場所を探すような行動を取る近藤を止めるため勝負を挑むが喀血して敗北。涙ながらに江戸に帰る。
甲陽鎮撫隊が勝沼で敗北した後は五兵衛新田に潜伏した新撰組と別れ、千駄ヶ谷の植木屋に匿われるが、近藤が板橋刑場で斬首された約1か月、労咳でこの世を去る。
個別ルートでは千駄ヶ谷にやって来た健と療養生活を送る。健の看病により一時は体調が回復し、会津で戦う新撰組に合流しようとするが、江戸で官軍の兵士を斬った事が切っ掛けで中村半次郎に所在を知られる。健の不在中に半次郎の襲撃を受け、板橋で近藤が処刑された事を聞かされて対決。三段突きを見舞って追い詰めるも、続く四段突きを放つ直前に喀血し、半次郎に敗れる。帰宅した健に看取られながら死に、健は数年後の西南戦争で半次郎を討ち取って沖田の仇を取る。
斎藤一
声 - 藤咲ウサ
三番隊隊長。抜刀術の達人で無外流免許皆伝。左利き。江戸で旗本に奉公していた足軽の家に生まれる。旗本に乱暴されかけたために斬り殺し、京の聖徳太子流に師範代として匿われるも長続きせず江戸に帰還。金に困っていたため旧友の永倉を頼り、永倉の口利きで試衛館の食客となる。当初は沖田と折り合いが悪く反発し合ったが、やがて親しくなり「総ちゃん」と呼ぶようになる。
長州征伐の小倉口の戦いでは深海直刃に敗れる(「ChuSinGura46+1 -忠臣蔵46＋1- 武士の鼓動(A samurai's beat)」を参照)。伊東甲子太郎が結成した御陵衛士には間者として潜入し、御陵衛士の内部情報などを土方に伝える。
会津戦争では隊の中でも特に会津に肩入れし、白河口の戦いでは西郷頼母指揮のもと奮闘。母成峠の戦いでも前線で戦うが形勢は不利であり鶴ヶ城に撤退を余儀なくされる。土方が仙台へ向かって戦線から離脱した後も会津に残って戦い、会津藩が新政府に恭順してからも城外で戦い続けた。これらの経緯から会津との縁故は長く続き、明治になってからも松平容保の警護役を仰せつかるなど信頼を勝ち得る。東京に移住して警視庁に採用され、西南戦争を戦った。
個別ルートでは会津に残った健と共に会津戦争を戦う。奥羽越列藩同盟が会津を見限り、藩が降伏してからも佐川官兵衛と合流して戦おうとする。健の静止で佐川と共に降伏し、以降高田藩で謹慎となる。健が官軍の兵に咄嗟に語った許嫁という嘘を本気にし、高田藩では同じ長屋で同居する。やがて土方が蝦夷で戦っていることを知ると、合流するために健と共に脱走。道中坂本龍馬の復讐を狙う岡田以蔵に襲われるも、下手人は薩摩だと打ち明けて退ける。青森から蝦夷に渡る手筈であったが間に合わず、港から函館が焼け落ちる光景を目撃し、土方が死んだことを悟る。
しばらく青森に潜伏していたが、旧会津藩士たちが斗南藩に転封されたことを知り、佐川を訪ねる。斗南藩に身を落ちつけた斎藤と健はそこで数年過ごすが、薩摩藩の不穏な動きを察知した新政府が佐川を警視庁に雇い入れた際に共についていく。江戸では容保が仲人を務めて健と結婚。西南戦争では佐川と共に奮闘する。
後年、斎藤と岡田以蔵が大久保一蔵(利通)を暗殺。警視庁を勤め上げた後は東京女子高等師範学校に住み込みで勤務。健と余生を過ごした後畳の上で天寿を全うしたと語られる。
永倉新八
声 - 沢澤砂羽
二番隊隊長。松前藩江戸定府取次役の娘として生まれ江戸で育つ。撃剣館で神道無念流を学び、免許皆伝の腕前。脱藩して剣術修行を行う中で天然理心流の噂を聞きつけて試衛館を訪ね、やがて食客となる。
隊の中では原田と特に親しい。また、彼氏が欲しいと公言するなど恋に奔放であり、土方が健を連れてきた際には猛アピールするなど当初から健に好意的であった。以後も健への好意を振りまき、何かと行動を共にしようとする。試衛館時代の面々が芹沢を警戒する中、神道無念流の同門であるために唯一好意的に接するなど独自の一面も持つ。
池田屋事件では先陣として斬り込み、左手を負傷する。土方が取り決めた厳しい法度により隊士の切腹などが目立つと異を唱え、度々意見がぶつかる。油小路事件では健、原田と共に御陵衛士を粛清。藤堂を看取る。
大政奉還に端を発した鳥羽・伏見の戦いが勃発すると二番隊を率いて奮戦。薩長が布陣する御香宮神社に迫るも二番隊隊士をほとんど失う痛手を負う。新撰組は江戸に退転し、甲陽鎮撫隊として甲州勝沼の戦いに参加することになるが、この時期を境に近藤と意見が対立することが目立つようになる。原田と共に会津に合流するよう近藤に提案するが、家臣となることを打診されたことに反発。原田と共に新撰組を脱退して靖兵隊を結成する。靖兵隊は北関東を抗戦するも、やがて会津は降伏してしまう。後年は新撰組の名誉回復の活動を行っていることが語られる。
個別ルートでは健が靖兵隊に参加する。健を隊長に据えて会津方面に進軍するが、道中で原田が板橋に捕らわれた近藤を救うために離脱してしまう。会津戦争の終結後、東京の長屋で健と同居。仕立て屋を開いて原田を追うもののその行方はようとして知れず、捜索は進展しない。東京暮らしの中、神社の境内で捨て子を拾い、新之助と名付けて健と共に面倒を見るようになる。仕立て屋の仕事をしながら新之助に読み書きや行儀を教えて厳しく躾けるが、実の子のようにかわいがる。
大石から原田が上野戦争で戦死した可能性が高いと聞かされると友人の死を受け入れて捜索を取りやめる。新之助を養子に迎えようと考えていた矢先に本当の母親が現れ、当初は反発するが新之助を返すことに決める。
新之助と別れた後、実家の母親が訪ねて来て帰藩するよう求められる。さらに函館で旧幕府軍が降伏したと報道され、同時に中村半次郎に襲撃される。健と二人がかりで対峙したために追い返すが、潜伏場所を知られたため長屋を出る。永倉の母の計らいで健が藩医の養子になり、永倉が健に嫁ぐ形で官軍の目を欺く。
後年、夫婦となった永倉と健は近藤の供養塔の建立、新撰組の名誉回復のために奔走する。
山南敬助
声 - 三代眞子
総長。仙台藩出身。愛称は「サンナンさん」。人を斬った後は興奮して自慰行為に耽る癖がある。極めて優秀であったため藩校から出て昌平坂学問所でも学ぶ。同時に小野派一刀流の免許皆伝を収めた後に北辰一刀流千葉道場の門人となる。実践的な天然理心流の噂を聞きつけて近藤に挑み、その後は近藤の人柄に惹かれて試衛館の食客となる。清川八郎の浪士組結成の話を近藤に紹介したのは山南である。
大阪で勝海舟を襲撃した不逞浪士を取り締まる際に負傷して剣を振れなくなる。禁門の変の後で隊に加入した伊東甲子太郎の真意を探るため、敢えてその志に賛同することで懐に入り込む。土方とは表向きには対立しているのを装い、密かに伊東の動向を報告する。伊東が隊を乗っ取るために薩摩と接触。山南は薩摩からの圧力により会津藩の重臣たちから近藤を暗殺するよう命令される。そのため近藤の命を救うために敢えて隊を脱走し、追跡して来た健と沖田にわざと捕まり、法度により切腹したことで伊東と薩摩の目論見を挫く。山南の死は隊士たちに深い影を落とした。
個別ルートでは健の説得により屯所に戻らず多摩に向かう。途中の宿で健に伊東と薩摩の策略で近藤の暗殺を依頼されたことを告白し、文で土方たちにも同じことを知らせる。健と山南は道中、物取りに襲われる庄内藩・本間氏の本間光輝を救い懇意となる。本間の紹介で藩校の致道館に案内された健は山南を助教として雇ってもらえるよう依頼。本間は家老の許しを得て山南を致道館の助教として、健を剣術指南として雇う。
致道館の助教として数年平穏に過ごした健と山南だが、京では鳥羽・伏見の戦いが勃発し、情勢不安となる。やがて幕府の徳川慶喜は敵に恭順し、新政府が発足。新政府側の薩摩は次の矛先として会津を狙い、江戸で新徴組を擁していた庄内藩も朝敵として狙われることになる。
会津戦争で数年ぶりに土方と再会した健と山南は近藤や沖田が死んだことを聞かされ、同時に会津が降伏した際には庄内藩も恭順するよう助言される。土方の助言通りに庄内藩主の酒井忠篤は新政府に恭順し、山南が行った大久保利通との交渉も功を奏して庄内藩は減俸で許される。健と山南はそのまま庄内(後に山形県)で余生を過ごす。
藤堂平助
声 - 飴川紫乃
八番隊隊長。津藩藩主・藤堂高猷の落胤。伊東大蔵の門弟として北辰一刀流を学び、目録を得る。落胤であるものの母と二人暮らしのため裕福ではなく、稽古料を払えずに同門の門弟たちから暴行を受けていたところを近藤に救われる。やがて近藤や試衛館の面々の人柄に惹かれ、伊東の許しを得て試衛館の食客となる。
当初、健の入隊には反対しており、ひときわ手厳しく接していた。健が平野国臣の一件で命令違反をした際には隊を追い出すという土方に同調し、正式に隊士として認める試験として健と勝負することになる。勝負では稽古を始めて日の浅い健と引き分け、この一件で健を認めるようになる。
池田屋事件では先陣として斬り込み、額を斬られて負傷する。禁門の変の後、江戸で大規模に隊士を募った際にはかつての師である伊東大蔵こと伊東甲子太郎の一派を新撰組に加えた。伊東と近藤の間で揺れ、伊東が御陵衛士として隊から分離した際には伊東に付いていく。
新撰組に残った伊東側の間者に脱退することを許可せず、大石鍬次郎が斬ったと聞かされた際には怒りを露にする。後に油小路事件と呼ばれる事件では健が斬った伊東の遺体を回収するために御陵衛士屯所から出動、かつての仲間であった新撰組隊士らと戦闘になる。藤堂の命を奪うことを躊躇った健ら新撰組隊士たちは密かに藤堂を救うために乱戦に乗じて逃がそうとするが、何も知らない平隊士に死角から斬られてしまい、健の腕の中で息絶える。
個別ルートでは油小路事件の際に健と共に離脱。伊東が当初から新撰組を裏切っていたこと聞かされて落ち込むが、大石が藤堂を斬るために乱入し、健が負傷する。河合の手引きで大阪に潜伏し、近藤が加納鷲雄に狙撃されたことを知る。鳥羽・伏見の戦いでは健と共に高浜台場に布陣する津藩に合流するが、父の高猷候は旧幕府側の楠葉台場を砲撃。高浜台場が新撰組に襲撃されて高猷候は撤退するが、娘の平助を連れ去ってしまう。官軍側についた高猷候により幽閉されていたが、江戸に向かった新撰組と合流するため健と共に出立。甲州勝沼の戦いで近藤らと再会し、先駆けおよび殿を勤めて近藤たちを逃がす。旧幕府軍を追いかけ、日光東照宮に籠城した大鳥圭介を会津にいる土方と合流するよう説得した後、板垣退助の隊に捕縛される。藤堂と健は別々の場所で謹慎させられ、戊辰戦争終結後に釈放される。江戸で健や河合と再会し、横浜で事業を起こしたことが語られる。
原田左之助
声 - 秋野花
十番隊隊長。愛称は「さのじ」。大石からは「ちゃのじ」と呼ばれる。伊予国松山藩出身で中間。宝蔵院流の免許皆伝の腕前。上役と諍いを起こし、切腹の作法を知らぬと言われたために本当に切りかけた。そのため腹部に刀傷がある。脱藩して試衛館に居座り、食客となる。
芹沢一派の暗殺に始まり、禁門の変、池田屋事件など新撰組の荒事に多く参加する。近江屋事件で坂本龍馬が暗殺された事件では薩摩および御陵衛士の策略で濡れ衣を着せられる。
鳥羽・伏見の戦いで敗退後、江戸で甲陽鎮撫隊として甲州勝沼の戦いに参加するも再び敗走。永倉と共に会津に合流するよう近藤に提案するが、家臣となることを打診されたことに反発。永倉と共に新撰組を脱退する。
永倉と靖兵隊を結成して会津に向かうが、道中で尾形と再会し、近藤が新政府軍に投降したことを知ると単身江戸に戻って近藤奪還を目指す。彰義隊と合流して上野戦争に参加した後安否が分からなくなる。
井上源三郎
声 - 桃山いおん
六番隊隊長。八王子千人同心の家に生まれる。愛称は「源さん」。試衛館で近藤、沖田らと天然理心流を学び免許皆伝となる。試衛館の面々を影で支える縁の下の力持ちのような役割を担い、芹沢もその影響力を認めていた。
鳥羽・伏見の戦いでは錦の御旗によって淀・千両松に後退。敵軍に御陵衛士の残党がいることを知り、激怒して斬り込んだ土方を庇って銃弾を受ける。長円寺に搬送されるも骸を埋めてほしいと言い残して息絶える。
芹沢鴨
声 - 神代岬
筆頭局長。水戸藩出身で脱藩浪士。神道無念流の免許皆伝。玉造組という尊王攘夷の結社に参加し、桜田門外の変として知られる井伊直弼暗殺計画に関与する。芹沢は第二陣に加わっていたため暗殺の実行犯とはならず、更なる攘夷実行のために金策に奔走。しかし金策中、潮来の商家を斬り捨てたことで江戸の獄に入れられてしまう。人斬りのため死罪を宣告されるが、清川八郎が立案した浪士組に参加することと引き換えに赦免される。清川が浪士組を攘夷運動に鞍替えさせることを聞くと近藤と共に京に残ることを選び、壬生浪士組の筆頭局長として会津藩お預かりの身分となる。
極めて苛烈な性格であり、浪士組として京に上洛する道中でも近藤が芹沢の宿を手配し忘れた腹いせに本庄宿の宿場で巨大な篝火を焚くなどの騒動を起こす。また、会津から給金が出ないのを口実に京や大阪の商家から金子の押し借りを行う。大阪奉行所からの依頼で大阪に出張した際には小野川部屋の力士と諍いを起こして鉄扇で殴りつけ、仕返しにやって来た力士たちを斬る。壬生浪士組を騙って商家から金子を騙し取った植村長兵衛という不逞浪士が現れると、酒で手懐けた新人隊士たちを使って捕縛。屯所の土蔵に近藤たちを集めて目の前で惨殺する。
植村の首を千本通に梟首して不逞浪士たちを威嚇すると、水口藩の公用方が会津藩に苦情を入れてくる。芹沢はその公用方を捕縛するよう健、永倉、原田、井上に命令するが、井上は機転を利かせて詫び状を貰うことで事態を収拾しようとする。だが水口藩は藩の名誉のために詫び状を返却するよう要求。芹沢はこれを認めるものの返却はしかるべき場所で行うべきだと主張し、水口藩は詫びとして島原の角屋を宴席会場とすることを約束する。取り決め通り角屋にて詫び状の返却を行うが、芹沢を恐れた芸子たちが出てこないことを知ると激昂。主人を脅迫し、七日間の営業停止を申し付けた挙句に店を破壊する。
さらに勤王派と通じていた豪商の大和屋を大筒で砲撃。御所の間近であるにもかかわらず火を放つという暴挙に出るが、実はこれは長州藩の大和行幸を察知した会津の重臣が容保に内密で芹沢に依頼したものだった。これにより会津は交代予定の兵を京に留めて八月十八日の政変で長州を締め出す。しかし度重なる狼藉行為から松平容保は近藤と土方に芹沢を討つよう命じることになる。
芹沢は近藤に逃亡を勧められるが拒否。近藤らは角屋で酒宴を開き、芹沢が無人の屯所に戻ったところを土方、沖田、斎藤、山南、原田、藤堂の六名で討ち取る計画を立てる。実行当夜、芹沢は見張りおよび後衛役の斎藤と藤堂を除いた精鋭四名相手に善戦するが、戦いに鞘が巻き込まれて斬られてしまう。鞘が倒れている現場を目撃した健は我を失い、玉の力を使って芹沢を斬る。最期は健に滅多刺しにされて絶命した。
新見錦
声 - 橘まお
副長。芹沢と同じく水戸藩脱藩浪士。神道無念流の免許皆伝。試衛館の面々とは度々対立する。長州の間者であった佐々木を斬ったほか、勤王派を支援した大和屋焼き討ちでも指揮を執るなど芹沢の腹心として暗躍。
会津が芹沢派を排除しようと動き出した際には事前に察知、芹沢の指示でわざと水戸藩士に喧嘩を吹っ掛けて手傷を負わせ、水戸藩本陣の本圀寺に拘留される。この事は水戸藩から会津藩によって伝えられ、同門の永倉を除いた土方ほか腕利きの隊士たちが身柄を引き取る。最期は祇園の揚屋で土方に粛清された。
松原忠司
声 - 杉原茉莉
四番隊隊長。播磨国小野藩藩士。関口流柔術の師範。慈悲深い性格で斬った長州藩士の妹に銭をやるなど面倒を見ていたが、伊東甲子太郎の策略で服部武雄に暗殺される。表向きは心中したことになった。
尾形俊太郎
声 - 杏子御津
五番隊隊長。肥後国熊本藩出身。剣は不得手だが国学を学んでいた文人。新撰組が勢いを落とす戊辰戦争を会津戦争まで隊士として戦うが、会津から離脱して後年は故郷の熊本に帰ったと伝えられる。
島田魁
声 - 萌花ちょこ
諸士調役兼監察。美濃国出身で心形刀流免許皆伝。永倉が江戸坪内道場で師範代をしていた時の弟子で、その縁で新撰組に入隊する。極度の甘党かつ大食いで一人でぜんざいを二十杯食べる。
函館戦争まで戦い抜いた数少ない隊士であり、戦後は京でレモネード屋を営むなどしていた。
山崎丞
声 - 藤森ゆき奈
諸士調役兼監察。摂津国大阪の医者の家に生まれたため医術の心得がある。隠密行動を得意とするほか情報収集などにも長けており、近藤や土方に重用された。怪我をした隊士の治療を行うことも多く隊士たちからの信頼も篤かったが、鳥羽・伏見の戦いでは淀・千両松で銃撃を受けて重症を負う。新撰組が大阪城から江戸に退転する船上で息絶え、丁重に水葬された。
河合耆三郎
声 - あじ秋刀魚
勘定方。播磨国高砂出身。八月十八日の政変後に隊に加わる。実家が蔵元であるために勘定方を任されたが、伊東甲子太郎の腹心である服部武雄の策略により長州征討のための広島偵察で帳簿に残さない金子を用立てるよう要求され従ってしまう。この件が土方に露見して実家に頼んで不足分を穴埋めするよう命じられるが、期日までに金子を用立てることができなかったために切腹を申し付けられる。直前に健に斬りかかるが返り討ちに遭い死亡。実は死んでおらず、土方と健の策により豚の血で死んだように偽装していたことが藤堂平助ルートで判明する。
大石鍬次郎
声 - 今谷皆美
諸士調役兼監察。近藤らとは同郷の武州多摩出身で天然理心流を学んでいた。近藤とは旧知。おじゃがという独特な口癖があるほか、健をご主人様と呼ぶ。
隊長格に匹敵するほどの実力者で粛清や介錯に関与。御陵衛士の間者たちが近藤を斬ろうと目論んだ際も一人で数人を斬り殺す。
戊辰戦争が勃発すると他の隊士たちと共に江戸に下る。新撰組が流山で包囲された後は会津に合流することが出来ず、江戸で逃亡生活を送っていた。
永倉新八ルートでは近藤が官軍に投降した後、江戸に潜伏している最中に健と再会。原田の安否を伝える。
藤堂平助ルートでは油小路事件の後、藤堂を庇い立てする健を誤って斬ってしまう。
酒井兵庫
声 - 蒼原千佳
会計方。容姿が近藤に似ている。金に困って原田から盗みを働いた際に近藤に救われ、入隊を願い出る。切腹した隊士の死体を処理する役目に従事するが脱走。追跡してきた健に逃がされる。
近藤勇ルートでは流山で新政府軍に包囲された近藤を救うため影武者として身代わりになる。
伊東甲子太郎
声 - 有栖川みや美
参謀。北辰一刀流免許皆伝。江戸で伊東道場を構えており、かつて藤堂も門弟であった。禁門の変の後、藤堂の仲介で新撰組に入隊。表向きは近藤の思想に共感したように振舞うが実は尊王攘夷派であり、隊を乗っ取ろうと画策していた。
山南を抱き込んで隊を割ろうとするが、山南が切腹したためにその目論見は挫かれる。以後、腹心の服部武雄を使って近藤一派の勢力を削ぐ。孝明天皇の死後、陵の警護および薩長の調査を名目に御陵衛士として離脱。薩摩と水面下で通じて坂本龍馬を売るなど暗躍する。
薩摩から近藤暗殺の依頼を受けるが先手を取られ、待ち伏せた健に殺される(油小路事件)。
服部武雄
声 - ひむろゆり
播磨赤穂藩出身。伊東甲子太郎の腹心で、近藤一派の勢力を削ぐために奸計をめぐらせて松原や河合を死に追いやる。御陵衛士として伊東と共に隊から離脱するが、油小路事件で粛清される。
佐々木愛次郎
声 - 民安ともえ
長州藩の間者。摂津国出身と偽って入隊。近藤派の面々に近寄って探りを入れる。鞘を付け狙う好き者でもある。島原の揚屋で久坂に会津兵の交代の日取りを報告した際、新見に目撃されて正体が露見する。逃亡する前に以前から目をつけていた鞘を拉致しようと企むが、芹沢と新見の手によって粛清される。
佐伯又三郎
声 - 椨もんじゃ
長州藩の間者。丸亀藩出身と偽って入隊。芹沢に取り入って新撰組および会津の情報を探るが、佐々木と共に正体が露見する。その後は新見に泳がされ監視される。隙を見て逃げ出すも、久坂に役立たずと断じられて始末される。
殿内義雄
清川八郎の浪士組から抜け、壬生浪士組として芹沢、近藤と共に京に残った隊士。佐々木只三郎の間者であったために命を狙われ、近藤らは逃がそうとするものの、芹沢に後ろから串刺しにされた挙句鴨川に投げ捨てられて死ぬ。この件は隊で最初の粛清となった。

会津藩
松平容保
声 - 佐藤千幸
会津藩藩主。左近衛権中将の官職を持つため会津中将と呼ばれる。将軍上洛に当たって京都守護職に任命される。壬生浪士組を預かり、後に新撰組の名を与える。
守護職として尊王攘夷派を取り締まったために長州藩らからの怒りを買う。大政奉還後の王政復古の大号令では政権から疎外され、鳥羽・伏見の戦い最中に慶喜と共に江戸に敗走。会津は新政権の勅により朝敵となり、江戸からも追放されるなどの憂き目を見る。
新政府は奥羽鎮撫総督府を設置して東北諸藩に朝敵の会津討伐を迫る。これに対して諸藩は奥羽越列藩同盟を結成して抵抗。交戦するも同盟側は敗北が続き、諸藩は次々と新政府に恭順し脱盟する。母成峠の戦いを突破されるとついに鶴ヶ城を包囲され、1か月にも及ぶ籠城の末に新政府軍に降伏。容保は妙国寺から江戸に護送されて謹慎となる。
後年、旧会津藩士たちは斗南藩に転封となる。
秋月悌次郎
声 - 桃井いちご
会津藩藩士で公用方。下級武士の生まれだが容保の側近として重用される。新撰組との交流も多い。
佐川官兵衛
声 - 手塚りょうこ
会津藩藩士で容保を警護する別撰組の隊長。会津戦争の敗退後は警視庁に採用されて西南戦争を戦う。
西郷頼母
声 - かわしまりの
会津藩家老。会津戦争では白河口の戦いを指揮するが敗北。鶴ヶ城を包囲されて家族が集団自決するなどの憂き目に遭う。

徳川幕府
佐々木只三郎
声 - 上田朱音
幕臣で江戸講武所の教授方。近藤が教授方に推挙された際に知り合い、清川八郎の浪士組結成では見届け役として共に上洛する。近藤および芹沢の一派が京に残った際には会津藩に紹介して壬生浪士組を会津お預かりにした。清川の裏切りを許さず、江戸で暗殺。
後に京都見廻組に任命される。
一橋慶喜
声 - 二階堂ちか
徳川御三家水戸藩出身。徳川家茂との跡目争いに敗れて謹慎させられていたが、桜田門外の変後の薩摩の介入により将軍後見職に就任。同じく政事総裁職に就いた松平春嶽と共に文久の改革を行い、京の治安悪化に対処するため京都守護職の設置などを行った。京都守護職には会津藩藩主・松平容保が就任する。
第二次長州征伐の最中で家茂が死去すると、朝廷からの将軍宣下を受けて十五代将軍に就任。薩長の倒幕機運が高まると大政奉還を行いその大義名分を失わせる。王政復古の大号令で辞官納地が決定すると旧幕府側は反発。さらに江戸では薩摩の後援を受けた赤報隊・相楽総三らによる旧幕府側への挑発行為により、庄内藩などが薩摩藩邸を焼き討ちしてしまう。これにより鳥羽・伏見の戦いが勃発。
大政奉還では薩摩の思惑を挫くなど強かな一面を見せていた慶喜だが、鳥羽・伏見の戦いでは新政府軍の優勢を受けて江戸に敵前逃亡するなど弱腰が目立つ。新政府軍が江戸に迫ると勝海舟の交渉のもとで江戸城を無血開城。自身も水戸に謹慎となることを認められ、徳川幕府は終焉を迎えた。
勝海舟
声 - 陸奥出流
幕臣で軍艦奉行並。上洛していた将軍徳川家茂が江戸に帰る際、大阪湾河口で警備をしていた新撰組と知り合う。坂本龍馬と共に神戸に海軍操練所を開く。
国内での内戦を嫌い、土方に新撰組の長州征討への不参加や坂本を見逃すよう依頼する。
龍馬が死に、大政奉還後の薩長による武力倒幕の機運が高まると、徹底的に戦を避ける行動を取る。江戸に退転して来た新撰組を甲陽鎮撫隊に任命して甲州勝沼の戦いに追いやり、江戸城の無血開城を断行。
榎本武揚
声 - 歩サラ
幕臣。長崎海軍伝習所で学び、オランダに留学して開陽丸を伴い帰国。鳥羽・伏見の戦いでは敗退した新撰組を江戸に送る。旧幕府軍として函館戦争の指揮を執り、総裁に選ばれる。
大鳥圭介
声 - 上原あおい
幕臣。洋平学を学びフランス式調練の陸軍部隊伝習隊の指揮を執る。土方と共に宇都宮城の戦いに参加し、以後函館戦争まで戦い抜く。

土佐藩
坂本龍馬
声 - かわしまりの
土佐藩脱藩浪士。江戸に留学して北辰一刀流の桶町千葉道場で学び、免許皆伝を得る。同門の山南とは旧知の仲。かつては土佐勤皇党の一員だったが武市瑞山と折り合いが悪く仲違いしている。健のことを「健ちゃん」、土方を「歳ちゃん」と呼ぶなど人懐こい性格。
会津および新撰組による田中新兵衛捜索の際に健、土方と知り合う。幕臣の勝海舟とも懇意であり、共に海軍操練所を開いた仲。
度々健の前に現れては新撰組の行動を諫めるような言動を取る。薩長同盟の仲介を行い武器の調達などを援助するが、その真意は将軍に大政奉還を行わせ、自らが創設した海援隊にて徳川家を蝦夷に移住させるというもの。土方の近藤を侍大将にするという夢を蝦夷の徳川家警護で叶えさせると持ち掛け秘密裏に協力するが、薩摩の大久保一蔵に玉の力を持っていると疑われ中村半次郎に暗殺される。
新撰組が坂本を殺したと疑った勝は近藤と土方に詰め寄るなどその死は惜しまれた。
岡田以蔵
声 - 水野七海
土佐藩藩士で土佐勤皇党の一員。勤皇党では京で武市瑞山の敵対者に天誅を下す役割を担い、「人斬り以蔵」と呼ばれて恐れられる。同時に坂本龍馬および勝海舟の護衛役として行動を共にする。後に龍馬が江戸に向かうと京に残り、人斬りを続ける。
新撰組の捕縛対象であるために健とも対峙する。大久保一蔵の護衛として沖田とも対決。
史実とは異なり明治期以後も生き延びる。斎藤一ルートでは龍馬暗殺の下手人として斎藤を疑って挑みかかるが、龍馬を殺したのは大久保であると聞かされて退く。後年斎藤と共謀して大久保を暗殺したと伝えられる。

薩摩藩
大久保一蔵
声 - 奏雨
薩摩藩藩士。当初は公武合体の志のもと策略を巡らせて長州を追い込むが、坂本龍馬の介入により薩長同盟を結んでからは強硬な武力倒幕に舵を取る。玉の力を手中に収めることを企み、叶わぬのならば排除することを目論む。
坂本が玉の力を持つことを疑い伊東甲子太郎に所在を調査させ、中村半次郎に命じて暗殺させる。
王政復古の大号令や赤報隊を使った江戸での旧幕府への挑発など、巧みに世情を利用して戦を仕向ける。目論見通り鳥羽・伏見の戦いが勃発すると淀で錦の御旗を使い旧幕府軍の士気を失わせる。
戊辰戦争を制するが、後年になって坂本暗殺の恨みを持った岡田以蔵らに暗殺される。
中村半次郎
声 - 風音
薩摩藩藩士。野太刀自顕流の達人で人斬りとして名を馳せ、大久保の腹心として暗躍する。
大久保の命で坂本龍馬を暗殺。鳥羽・伏見の戦い以後も官軍の指揮官として旧幕府軍を追い詰める。
沖田総司ルートでは西南戦争に参加し、沖田の仇として健に斬られて死ぬ。
有馬藤太
声 - 二階堂ちか
薩摩藩藩士。五兵衛新田に潜伏していた新撰組を取り調べるて近藤の正体を知るが、有利にもかかわらず自身を見逃した近藤に一目置くようになる。流山で新撰組を包囲して近藤を降伏させ、板橋に連行する。宇都宮城の戦いでは近藤の恨みを持つ土方と対決、足を負傷させるも自身も斬られて敗北。江戸に帰還するも近藤が処刑されていることを知り抗議する。
田中新兵衛
声 - 野☆球
御所で姉小路公知を暗殺した目される人斬り。坂本龍馬に匿われていたが、土方と対決し敗北。会津から京都奉行所に引き渡されるも自害する。

長州藩
久坂玄瑞
声 - 一条和也
長州藩藩士。尊王攘夷派の急先鋒であり、討幕派の公家衆に取り入って暗躍している。帝を利用し、大和行幸によって武力倒幕を目論んだが、薩摩や会津の妨害により失敗。長州は京から追放されることになる。禁門の変では松平容保を亡き者にし、帝を手中に収めようと目論むがこれも失敗に終わり、鷹司政通の邸宅で自刃して果てた。
大村益次郎
声 - 七瀬こより
長州藩藩士。戊辰戦争において官軍の参謀として参加し旧幕府軍を苦しめる。

その他
見田鞘
声 - 上原あおい
健の妹。徳山藩の下級武士の家で姉とその夫である義兄、兄の健と共に暮らしていたが、義兄が謀殺されたことでお家は断絶となり、健に連れられて京に脱藩。長屋で生活していたところを不逞浪士に襲われるが、近藤や土方らに救われて健と屯所に匿われる。
屯所では炊事係として働き、近藤らにかわいがられていた。隊内のとりわけ試衛館派の面々からは警戒されていた芹沢とも親しく接した。しかし近藤一派による芹沢粛清に巻き込まれて斬られてしまう。
土方は記憶を失った健には内密に鞘を江戸で療養させ、その後は武州多摩の土方の生家で暮らすよう手配する。
清川八郎
声 - 片倉慶
庄内藩出身。将軍警護のために浪士組を結成するが、その本当の目的は浪士たちを尊王攘夷の先鋒にする事だった。朝廷に建白書を提出して認められるが、芹沢、近藤の一派はこれを拒否。江戸に戻って新徴組を結成するものの、佐々木只三郎に斬られる。
平野国臣
声 - 黛希和
福岡藩藩士。杖状の仕込み刀を使用する。尊王攘夷の志士として京に潜伏していた際、壬生浪士組が捜索する。功を焦った健を追い詰めて未熟さを知らしめた因縁の相手となる。鳥取に逃亡しようとした際に捕えられて六角獄舎に収監されていたが禁門の変の火災で脱走。焼け落ちた京の街から逃亡する途中で追跡してきた健に斬られて死ぬ。
内山彦次郎
声 - 一条和矢
大阪町奉行与力。商家から賄賂を受け取り私腹を肥やしている。大阪の不逞浪士取り締まりにやって来た新撰組と諍いを起こしたほか、後に新撰組が大阪に屯所を作ろうとした際には反発し、健、土方らに暗殺される。
酒井忠篤
声 - 海原エレナ
庄内藩藩主。江戸で新徴組を預かる。会津戦争では旧幕府側として戦う。
本間光輝
声 - 彩瀬ゆり
庄内藩の豪商。不逞浪士に襲われているところを健と山南に救われ、藩校を紹介する。
藤堂高猷
声 - 出雲醒
津藩藩主。八月十八日の政変で挙兵した天誅組を鎮圧した。藤堂平助ルートでは鳥羽・伏見の戦いで当初旧幕府軍に付いていたが新政府側に鞍替えし、娘を連れ去って陣屋に幽閉していた。官軍として桑名城攻めを命じられるが、新撰組に合流したいという娘を許して送り出す。
ジュール・ブリュネ
声 - 今谷皆美
フランス軍事顧問団の一員。帰国命令を無視して榎本武揚の旧幕府軍に参加する。
甲佐一魅
声 - 御苑生メイ
ChuSingura46+1 -忠臣蔵46+1-から引き続き登場する。赤穂浪士が生存してしまった事により歪んだ歴史を修正するために動く。歴史の歪みにより土佐に残ってしまった坂本龍馬を脱藩させた他、玉の力を持つ健に密かに文を送っていた張本人。戊辰戦争が勃発すると伏見や会津で健に接触し忠告をする。
アナザーストーリー「光の道」では仙台にて記憶を取り戻しかけている健に、謎の文を送っていたのは自分である事と、芹沢を斬ったのは健である事を明かす。健は記憶を取り戻して土方を問い詰め、土方が誤って鞘を斬ってしまったことを知る。健は土方と訣別し、仙台に残って玉の力を事を大久保一蔵と中村半次郎に暴露する。健に未来での出来事を明かしてそれを材料に健を函館征討の総督に押し上げる。雪解けと共に蝦夷に渡った健は松前城を奪還、函館で土方と対決して勝利する。健は土方を殺さずに倒し、一魅の思惑通りに函館戦争を終結させる。
生き残った土方にはブリュネと共にフランスに渡って兵学を学ばせ、健には児玉源太郎を名乗らせ日露戦争に備えさせる。

## 製作
キャスティング
藤堂平助役には本作が声優デビュー作となる飴川紫乃が起用された。飴川のマネージャーが2023年のアダルトゲーム雑誌「BugBug」で説明したところによると、当時事務所にいた別のマネージャーが飴川をアピールしており、インレ側も新人がメインヒロインでデビューを飾るのは面白いと受け入れたという。

## スタッフ
- 原画 - ぬい、ひっさつくん
- シナリオ - 葉山こよーて

## 主題歌
オープニング「艶麗ブラックアウト」
作詞：織田あすか／作曲・編曲：都丸椋太／歌：Faylan
エンディング「空燃ゆ先へ -天明-」
歌：三代眞子